# Guy Roux
Guy Marcel Roux (Colmar, 18 oktober 1938) is een voormalig Frans voetbaltrainer. Hij oogstte roem in binnen- en buitenland als clubtrainer van AJ Auxerre, dat onder zijn leiding uitgroeide van amateurclub tot Frans landskampioen en vervolgens ook op Europees niveau groot aanzien verwierf. Na 44 dienstjaren bij Auxerre en een korte periode bij RC Lens, zette Roux wegens gezondheidsredenen in 2007 een punt achter zijn trainerscarrière.

## Trainerschap

### AJ Auxerre
Als 23-jarige jongeman werd Roux in 1961 trainer van Auxerre, een provincieclubje dat speelde in een regionale onderafdeling. Met beperkte middelen en een harde discipline opende de ambitieuze Roux de weg naar de top. In 1970 won de Noord-Franse club het kampioenschap van de Nationale 3 (Vijfde divisie), om vervolgens onder Roux' leiding als toenmalige amateurvereniging te stijgen naar de hoogste voetbaldivisie van Frankrijk.
Inmiddels geniet Guy Roux in de streek een mateloze populariteit. Roux verliest zijn spelers geen tel uit het oog, waardoor er in het provincieplaatsje over de trainer de wildste verhalen de ronde doen en de mythevorming almaar aanhoudt. Met een nimmer aflatende ijver leidt Roux op, kneedt hij talenten en boekt hij goede resultaten.
Vijfendertig jaar na zijn aanstelling als trainer veroverde Auxerre in 1996 de landstitel. Ook op Europees niveau verwierf de club groot aanzien. Zo behaalde de club onder meer overwinningen tegen Ajax, Glasgow Rangers en Arsenal. De hoogtepunten van de Europese campagnes onder Roux waren het bereiken van de halve finales UEFA Cup, de kwartfinales Champions League en het winnen van de Intertoto Cup.
Roux stond bekend als een fervent aanhanger van het gebruik van jeugdspelers en talenten uit lagere divisies. Enkele voorbeelden hiervan zijn: Éric Cantona, Laurent Blanc, Basile Boli, Djibril Cissé, Philippe Mexès en Teemu Tainio. Een groot aantal spelers dat onder leiding van Guy Roux gevoetbald heeft, is later uitgegroeid tot sterspeler of international.
Na het winnen van de landstitel in 1996, was het zaak om Auxerre structureel in de bovenste regionen van de Ligue 1 te houden. Dit werd gerealiseerd, waardoor de club jarenlang meestreed om een plaats in de top 3. In 1994, 1996, 2003 en 2005 werd de Coupe de France in de wacht gesleept. Tot dan is Roux meerdere malen door de FFF gepolst voor de functie als bondscoach van het Frans voetbalelftal. Echter heeft hij hiervoor meerdere malen bedankt.
In november 2001 onderging Roux een zware hartoperatie. Hij wordt onder druk van zijn familie en de artsen geadviseerd te stoppen met het trainersvak, maar ondanks zijn kwakkelende gezondheid besluit hij door te gaan.
Na de bekerwinst op 5 juni 2005 maakt Guy Roux bekend dat hij stopt als trainer. In totaal was Roux 44 jaar lang actief als hoofdtrainer van AJ Auxerre. Het vertrek van de hoofdtrainer werd ook een einde van een tijdperk. Sinds het vertrek van Roux zou Auxerre de jaren erna wegzakken uit de hoogste regionen van het Franse voetbal en sportief gezien matige seizoenen kennen.

### RC Lens
Op 5 juni 2007 besluit Guy Roux op 68-jarige leeftijd weer aan het werk te gaan als trainer. Hij tekende een contract van 2 jaar bij de Franse club RC Lens. Omdat personen boven de 65 jaar geen officiële licentie mogen krijgen binnen het betaald voetbal, zou Guy Roux officieus actief zijn als assistent-trainer met een hoofdtrainer als zijn assistent.
Op 12 juli 2007 is bekend geworden dat Guy Roux toch hoofdtrainer van RC Lens wordt. Mede dankzij zijn vele ervaring heeft de LFP uitzonderlijke toestemming gegeven voor een trainerslicentie.
Op 23 augustus 2007 heeft Guy Roux zijn ontslag aangeboden aan voorzitter Gervais Martel. Twee dagen later traint hij nog zijn laatste wedstrijd tegen RC Strasbourg (2-1 verlies). In de rust van de wedstrijd wordt officieel bekendgemaakt dat Roux zijn laatste wedstrijd voor RC Lens getraind heeft. De officiële reden hiervoor is vanwege zijn gezondheid. In de vier getrainde Ligue 1 wedstrijden wist hij slechts twee punten te halen. Met zijn afscheid bij RC Lens, kondigde Guy Roux ook het definitieve einde aan van zijn rijke carrière als voetbaltrainer.

## Nevencarrière

### Adviseur
In juli 2006 werd bekendgemaakt dat Guy Roux aan de slag ging als adviseur bij de Marokkaanse voetbalbond. De voormalige trainer van Auxerre zou in zijn functie als adviseur de Marokkaanse bondscoach Mohamed Fakhir bijstaan, zodat Marokko goed presteert op de Afrika Cup 2008 en dat het land zich plaatst voor het WK 2010. In juli 2007 besluit Guy Roux echter weer aan het werk te gaan als trainer.

## Erelijst
Als trainer
 AJ Auxerre
- UEFA Intertoto Cup: 1997
- Alpencup: 1985, 1987
- Division 1: 1995/96
- Division 2: 1979/80

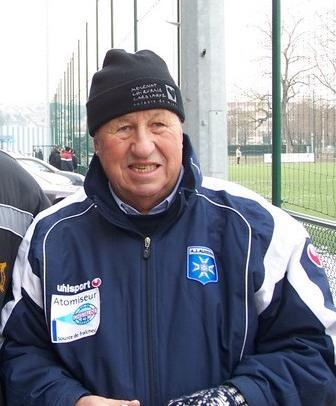
Guy Roux in 2003

- Coupe de France: 1993/94, 1995/96, 2002/03, 2004/05
- Ligue de Bourgogne de football: 1969/70
- Tournoi d'Auxerre: 1982, 1986

 RC Lens
- UEFA Intertoto Cup: 2007

Individueel
- Officier in het Franse Legioen van Eer: 2008
- Ridder in het Franse Legioen van Eer: 1999
- Frans trainer van het jaar: 1986, 1988, 1996
- Europees trainer van het jaar: 1996